# Gypsy Rose Lee
Gypsy Rose Lee, (Seattle, 1911. január 9. – Los Angeles, 1970. április 26.) amerikai burlesque előadó, színésznő, író, sztriptíztáncosnő, filmfilmsztár. Erotikus táncaival lett híres. 1957-es memoárját, a "Gypsy: A Memoir"-t 1959-ben musicalként mutatták be.

## Pályafutása
Édesanyjuk, Rose Thompson Hovick lányainak különböző születési anyakönyvi kivonatokat hamisított – az idősebbeknek, amikor a különböző állami gyermekmunka-törvények megkerülésére volt szükség, a fiatalabbaknak pedig a kedvezményes vagy ingyenes vonatjegyekért. A lányok csak később tudták biztosan, hogy hány évesek.
Rose Louise Hovickot, valamint nővérét, Ellent − akit később June Havocként ismertek − édesanyjuk már fiatalon bevezette a show-biznisz világába. A testvérek vaudeville- (varieté) -előadásokban léptek fel a rajtuk mindig uralkodó anyjuk hatása alatt. Rose kezdetben húga, June árnyékában élt. Ahogy a varieté régimódivá vált, és megjelentek a durvább szórakoztatási formák. Rose a burleszk műfajában tűnt fel. Vulgáris, mégis kifinomult modora és humorérzéke a „Minsky Brothers” New York-i burleszkelőadásainak sztárjává tette. Újításai a legtöbb sztriptíztáncos stílusához képest szinte laza stílusuak voltak (a „sztriptíz” szóban a "„tease”-t (incselkedő) hangsúlyozta), és csípős humort vitt az előadásába. Éppoly híres lett színpadi szellemességéről, mint sztriptízstílusáról, és – miután művésznevét Gypsy Rose Lee-re változtatta – a Minsky's Burlesque egyik legnagyobb sztárjává vált. 
Gyakran letartóztatták a Minsky Brothers műsorai elleni razziák során. A nagy gazdasági világválság idején Lee különböző szakszervezeti gyűléseken beszélt a New York-i munkások támogatására.
Miután hozzáment Michael Todd filmproducerhez, és annak számos filmjében szerepelt.  
Kapcsolatából Otto Preminger filmrendezővel egy fiú született. Édesanyja halála után 1957-ben Rose kiadta „Gypsy” című emlékiratait. A színpadi változatban − amelyben túlerős anyját alakította − akit később gyilkossággal vádoltak. Ez szolgált az alapjául Jule Styne, Stephen Sondheim és Arthur Laurents Gypsy: A Musical Fable (1959) című musicaljének, amelyet 1962-ben sikeresen filmesítettek meg „Gypsy: Queen of the Night” címmel.
Gypsy Rose Lee − mint élő legenda − utolsó éveiben televíziós filmekben és talkshowkban szerepelt. Rákban halt meg.
A „Pal Joey” című musicalből Richard Rodgers és Lorenz Hart által írt „Zip” című dal Gypsy Rose Lee gondolatait és elmélkedéseit meséli el, miközben levetkőzött a színpadon. Egy újságíró mesélte el, hogy Miss Lee-vel készített interjúja a legnagyobb sikere volt a neves hírességekkel készült interjúkból álló karrierje során.
A The Distillers punkzenekar írt egy dalt „Gypsy Rose Lee" című debütáló albumukra 2000-ben. 1973-ban Tony Orlando és Dawn felvette a „Say, Has Anyone Seen My Sweet Gypsy Rose” című dalát. 2012. januárjában a Seattle Theater Writers művészetkritikusai nevében átadták az első „Gypsy Rose Lee-díjat”, amely a helyi színházi kiválóságokat ünnepelte. A The Academy Film Archive számos Lee „házi” filmjét megőrizte, beleértve a kulisszák mögötti felvételeket is.

## Albumok
- 1960: An Evening with Gypsy Rose Lee
- 1962: Gypsy Rose Lee Remembers Burlesque

## Filmek
- Gypsy Rose Lee az IMDb-n
- 1937: You Can't Have Everything
- 1937: Ali Baba Goes to Town
- 1938: Sally, Irene and Mary
- 1938: Battle of Broadway
- 1938: My Lucky Star
- 1943: Stage Door Canteen
- 1944: Belle of the Yukon
- 1952: Babes in Bagdad
- 1958: Screaming Mimi
- 1958: Wind Across the Everglades
- 1963: The Stripper
- 1966: The Trouble with Angels
- 1969: The Over-the-Hill Gang

## Színpadi szerepeiből
- 1933: George White’s Melody (sajátmaga, Rose Louise néven)
- 1936: Ziegfeld Follies (sajátmaga)
- 1939: I Must Love Someone (Birdie Carr)
- 1940: Du Barry Was a Lady (May Daly)
- 1940: Panama Hattie (Panama Hattie Ethel Merman szerepében)
- 1943: Star And Garter (sajátmaga)
- 1954: The Naked Genius („A Meztelen Zseni”; Honey Bee Carroll)
- 1956: Fancy Meeting You (Amanda Phipps)
- 1958: Happy Hunting (Liz Livingstone)
- 1961: The Threepenny Opera (Kocsma Jenny)
- 1961: Auntie Mame (Auntie Mame)
- 1961: A Curious Evening with Gypsy Rose Lee (sajátmaga)

## Regények
- The G-String Murders (New York: Simon & Schuster, 1941)
- Mother Finds a Body (New York: Simon & Schuster, 1942)

## Díjak
- 1957: Hollywood Walk of Fame